# Wyżnia Świstówka

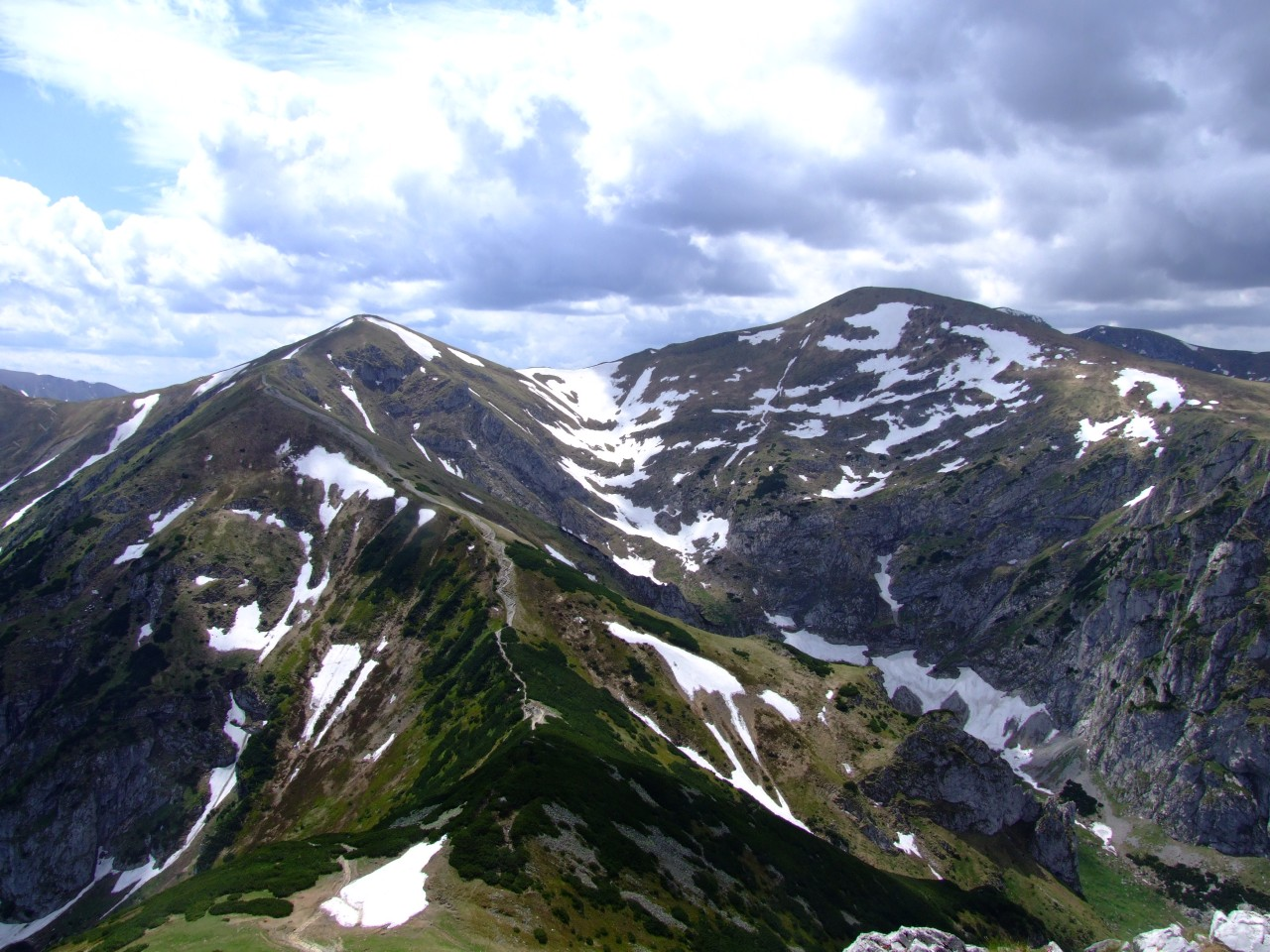
Wyżnia Świstówka, widok z Giewontu

Wyżnia Świstówka – najwyższe piętro Doliny Małej Łąki w polskich Tatrach Zachodnich. Znajduje się na wysokości około 1650–1850 m w górnym odgałęzieniu tej doliny, pod Małołącką Przełęczą. Wschodnie obramowanie tworzy północna grań Kopy Kondrackiej, południowe grań główna Tatr Zachodnich na odcinku od Kopy Kondrackiej po Małołączniak, zachodnie Czerwony Grzbiet Małołączniaka. Znajduje się w nim trawiasty Czerwony Upłaz oraz Kotliny.
Wyżnia Świstówka to płaskodenny cyrk lodowcowy o dnie położonym na wysokości ok. 1650 m. Od północy podcięta jest skalistym progiem skalnym o wysokości około 60 m, oddzielającym ją od położonego pod nią drugiego cyrku lodowcowego – Niżniej Świstówki. Na niektórych mapach próg ten ma nazwę Przechodu.
Do Wyżniej Świstówki opadają trzy żleby; wielki Koprowy Żleb, żleb z Kopy Kondrackiej i żleb z Małołączniaka. Zbudowana jest ze skał osadowych (wapieni i dolomitów), wskutek czego silnie rozwinięte są w niej zjawiska krasowe. Dzięki tym zjawiskom jest sucha, jej dnem nie spływa żaden potok, odwadniana jest bowiem przepływami podziemnymi. Występują za to liczne jaskinie, w tym wejście do Jaskini Śnieżnej, będącej częścią największej w Polsce Jaskini Wielkiej Śnieżnej, a także m.in. jaskinie: Zaspałkowa Szczelina i Bliźniacza Studnia. Dawniej Wyżnia Świstówka była wypasana, wchodziła w skład hali Mała Łąka. Obecnie jest niedostępna turystycznie (obszar ochrony ścisłej Wantule, Wyżnia Mała Łąka).
Z rzadkich roślin występują gnidosz Hacqueta i skalnica zwisła – gatunki w Polsce występujące tylko w Tatrach i to na nielicznych stanowiskach.